# Sonata per violino
La sonata per violino è un genere cameristico che prevede in organico il violino solo o con accompagnamento di pianoforte o con altri strumenti musicali.
Il principale compositore di sonate per violino solo è Johann Sebastian Bach, autore anche di sonate per violino e clavicembalo. Tra i principali compositori di sonate per violino e pianoforte ci sono Wolfgang Amadeus Mozart (autore di 36 sonate) e Ludwig van Beethoven (autore di 10 sonate).